# Eucereon romani
Eucereon romani là một loài bướm đêm thuộc phân họ Arctiinae, họ Erebidae.